# Supercoppa BNXT 2022
La Supercoppa BNXT 2022 è la 2ª Supercoppa della BNXT League, organizzata dalla BNXT League.

## Squadre
Si è disputata il 17 settembre 2022 presso la COREtec Dôme di Ostenda tra il Basket Club Oostende e gli Heroes Den Bosch rispettivamente vincitori dei playoff nazionali della BNXT League 2021-2022.

## Tabellone
|  | Finale           |                  |    |  |
|  |                  |                  |    |  |
|  | Ostenda          | Ostenda          | 90 |  |
|  | Heroes Den Bosch | Heroes Den Bosch | 82 |  |

## Finale
| Arbitri: | Geert Jacobs Tom Dehondt J. Kisiingha |

| |            | |
| Tyree 35 | Punti      | 26 Ndow |
| van der Vuurst de Vries, Đorđević 4 | Assist     | 9 Naar |
| Gillet 8 | Rimbalzi   | 9 Ndow |
| 5 Tyree• 12 Bleijenbergh• 16 Bratanovic• 20 Đorđević• 30 Gillet 4 Buysse• 6 van der Vuurst de Vries• 9 Kediambiko• 14 Buysschaert• 17 Pintelon• 25 Waleson• 89 Troisfontaines | Formazioni | 1 Thomas• 4 Naar• 21 van der Mars• 25 Ndow• 31 Price 2 van Vliet• 3 Grantsaan• 6 Kohs• 10 Helfrich• 11 Webster• 24 Rijkers• 33 Kok |
| Dario Gjergja | Allenatori | Erik Braal |